# Ataque de Donetsk en junio de 2022
El ataque de Donetsk en junio de 2022 fue un ataque de artillería desarrollado el 13 de junio que golpeó el mercado Maisky en Donetsk, capital de la autoproclamada República Popular de Donetsk (RPD), matando a cinco personas, según funcionarios separatistas prorrusos.

## Bombardeo
El ataque ocurrió en el mercado Maisky en la parte central de la ciudad, provocando un incendio. La Donetsk News Agency afirmó que las municiones utilizadas eran "municiones de artillería estándar de la OTAN de calibre 155 mm". Según funcionarios separatistas, cinco civiles murieron, incluido un niño, y al menos 22 personas resultaron heridas.

## Autores del ataque
La RPD acusó a Ucrania de perpetrar el bombardeo, al que Kiev aún no ha respondido. Las autoridades separatistas locales dijeron que el ataque siguió a una supuesta campaña de bombardeos en la ciudad por parte de las Fuerzas Armadas de Ucrania, que también alcanzó un hospital.